# Monster High
Monster High is een Amerikaanse speelgoedfranchise bestaande uit een horrorthema-poppenlijn en op deze speelgoedlijn gebaseerde producten. De Monster Highfranchise werd in juli 2010 op de markt gebracht door Mattel. De personages zijn geïnspireerd door monsterfilms, sci-fi-horror, thrillers, en verschillende wezens waardoor deze zich onderscheiden van de meeste andere poppen op de markt. Monster High is bedacht door Garrett Sander, met illustraties van Kellee Riley en Glen Hanson. De auteur van de Monster High-boeken is Lisi Harrison.
De Monster Highfranchise omvat naast het speelgoed computerspellen, tv-films, een webserie, en direct-naar-dvd-films en spelsets. De personages worden gepresenteerd als gerelateerd aan of als nakomelingen van beroemde monsters zoals Dracula, het Monster van Frankenstein, de Mummy, Medusa, het Creature from the Black Lagoon, het Spook van de Opera, zombies en nog veel meer. De franchise is onderscheidend door het gebruik van humoristische horror-woordspelingen.

## Poppen
De poppen zijn ongeveer 27 cm groot. De lichamen zijn gemaakt van ABS-plastic, en de hoofden zijn gemaakt van zacht pvc. De poppen hebben vele verschillende huidtinten, waaronder ook onnatuurlijk aandoende zoals blauw, groen en roze. Elk personage heeft een unieke hoofdvorm, met uitzondering van Californië Cupido (Dochter van Eros)/Ghoulia (Dochter van de Zombies) en Meowlody/Purrsephone (Werecat-tweelingen). Alle vrouwelijke poppen hebben ingeplant haar van saran, de mannelijke poppen gekleurde plastic haren. Elke pop heeft zijn eigen unieke mode-stijl en persoonlijkheid. en verschillende kenmerken van de monsters waar ze gerelateerd aan zijn (d.w.z.. hoektanden, wolfsoren, vinnen, bandages, slangen, enz.). Elke pop wordt geleverd met accessoires zoals een huisdier, een portemonnee, agenda en haarborstel en soms een extra outfit. De huisdieren, agenda's en portemonnees zijn uniek voor elk personage.